# كريستوفر هوكلي
العميد الخلفي كريستوفر جون هوكلي (بالإنجليزية: Christopher John Hockley)‏ (ولد في 24 أغسطس 1959 في أوربينغتون، إنجلترا) ضابط في البحرية الملكية البريطانية متقاعد الذي كان ضابط العلم في اسكتلندا وشمال إنجلترا وايرلندا الشمالية من سبتمبر 2011 إلى نوفمبر 2014.

## المسيرة العسكرية
درس في كلية دولويتش. انضم هوكلي إلى البحرية الملكية البريطانية في عام 1979 ثم تخصص في الهندسة. عين نائبا لرئيس الفريق المعني بمشروع الناقل للطائرات في المستقبل في عام 1999 ومساعد عسكري لرئيس المشتريات الدفاعية في عام 2002 ومدير دعم الحياة في المنظمة اللوجستية للدفاع في عام 2005. كان قائد القاعدة في همنب كلايد في أكتوبر 2007 وأصبح ضابط العلم في اسكتلندا وشمال إنجلترا وايرلندا الشمالية في رتبة الأميرال في سبتمبر 2011.
تم تعيين هوكلي قائدا لأمر الإمبراطورية البريطانية في عام 2014 مع مرتبة الشرف للسنة الجديدة.